# Горний (Красногорський район)
Го́рний (рос. Горный) — селище у складі Красногорського району Алтайського краю, Росія. Входить до складу Усть-Ішинської сільської ради.

## Населення
Населення — 117 осіб (2010; 170 у 2002).
Національний склад (станом на 2002 рік):
- росіяни — 82 %